# Peadar Mercier
Peadar Mercier (bürgerlicher Name Herbert Peter Mercer; * 1914; † 1991) war ein irischer Musiker, der insbesondere als Bodhrán-Trommler der Irish-Folk-Band The Chieftains bekannt wurde.

## Leben und Werk
Peadar Mercier wurde in Cork oder Dublin geboren.
Merciers Vater entstammte einer Juweliers-, Uhrmacher- und Silberschmied-Familie aus dem nördlichen Irland, die Familie seiner Mutter stammte aus Cork. In den 1920er Jahren zog die Familie nach Bray. Dort entwickelte Peadar sein Interesse an der irischen Sprache und Kultur. Bis in die 1950er Jahre befasste er sich mit dem Schreiben von Gedichten und Liedern und ging seinem Interesse an Tanz auf Céilís, Tanzveranstaltungen, bei denen traditionelle Céilí-Tänze getanzt werden, und im Ballsaal in Bray nach.
Peadar Mercier begann in den späten 1950er Jahren die Bodhrán zu spielen. Aufgrund des Mangels an Bodhrán-Spielern und Bodhrán Machern, stellte sich Peadar eine Bodhrán selbst her und brachte sich das Bodhrán Spielen autodidaktisch bei. Zu Bekanntheit kam er durch seine Mitgliedschaft bei den Chieftains, legte aber auch schon mit deren Vorgängerband „Ceoltóirí Cualann“ auf. Im Jahre 1966, nachdem sein Vorgänger David Fallon nicht mehr abkömmlich war, wurde er von Paddy Moloney als Bodhrán-Spieler zu den Chieftains geholt. Bis 1974 ging er neben seiner Mitgliedschaft in der Band weiterhin seinem Hauptberuf als Leiter eines Baumarkts nach.
Der zehnfache Vater blieb bis 1976 Mitglied der Chieftains. Vor seinem Austritt trat er 1976 mit der Band in der Episode „Hail to the Chieftains“ der Fernsehshow Camera Three auf. Auf den Alben Chieftains 2 bis 5 ist er zu hören. Sein Nachfolger wurde Kevin Conneff.
Neben den Chieftains ist er auf einem Album von Dolores Keane & the Reel Union zu hören (There was a maid, 1978) sowie auf dem Album „Tin Whistles“ von Paddy Moloney und Sean Potts (1973).
Gemeinsam mit seinem Sohn Mel Mercier, ebenfalls ein bekannter Bodhrán-Spieler, trat er am 19. Juli 1987, im Rahmen der Konzertreihe Proms, in der Royal Albert Hall mit dem Bodhrán auf.

## Diskografie
- 1969 „The Chieftains 2“, Michael Tubridy, Seán Potts, Paddy Moloney, Martin Fay, Peadar Mercier, Seán Keane
- 1971 „The Chieftains 3“, Michael Tubridy, Seán Potts, Paddy Moloney, Martin Fay, Seán Keane, Peadar Mercier
- 1973 „The Chieftains 4“, Michael Tubridy, Seán Potts, Paddy Moloney, Martin Fay, Seán Keane, Peadar Mercier
- 1974 „Tin Whistles“, Paddy Moloney und Seán Potts
- 1975 „The Chieftains 5“, Paddy Moloney, Seán Potts, Michael Tubridy, Seán Keane, Martin Fay, Derek Bell, Peadar Mercier
- 1978 „There was a maid“, Dolores Keane mit Martin Byrnes, Peadar Mercier, The Reel Union
- 1978 „One Day For Recreation“,  Na Filí und Sean O'Se mit Peadar Mercier

Alben mit der Vorgängergruppe der Chieftains Ceoltóirí Cualann
- 1962 „The Playboy of the Western World“
- 1963 „Racaireacht an Riadaigh“
- 1967 „Ding Dong“
- 1971 „Ó Riada sa Gaiety“